# Bactria Regio
La Bactria Regio è una struttura geologica della superficie di Io.